# Kościół św. Antoniego Padewskiego w Mostkowie
Kościół św. Antoniego Padewskiego w Mostkowie – katolicki kościół parafialny zlokalizowany we wsi Mostkowo w gminie Barlinek, w powiecie myśliborskim (województwo zachodniopomorskie).

## Historia i architektura
Kościół został wzniesiony w 1851 roku. Powstał na miejscu wcześniej istniejącej, mniejszej świątyni. Sytuowany na planie prostokąta, murowany jest z cegły. Od strony wschodniej zakończony jest wyodrębnionym, trójbocznie zamkniętym prezbiterium. Nawę nakrywa dach dwuspadowy. W ścianach bocznych znajdują się wysokie, zakończone ostrołukowo okna. Do elewacji południowej dostawiona jest kruchta. Od zachodu do kościoła przylega trzykondygnacyjna, czworoboczna wieża, nakryta spiczastym hełmem. W wieży znajduje się portal wejściowy, jej ściany zdobią natomiast ostrołukowe, uskokowe i okrągłe wnęki.
Wnętrze kościoła nakrywa płaski strop. Zachował się XVIII-wieczny ołtarz, oryginalnie ambonowy, zdobiony kolumnami i ornamentem roślinnym. Nad wejściem do kościoła znajduje się empora chórowa.
Po II wojnie światowej kościół został konsekrowany jako świątynia katolicka w dniu 30 listopada 1958 roku przez ks. Pawła Karhanka. Od 1985 roku jest kościołem parafialnym.

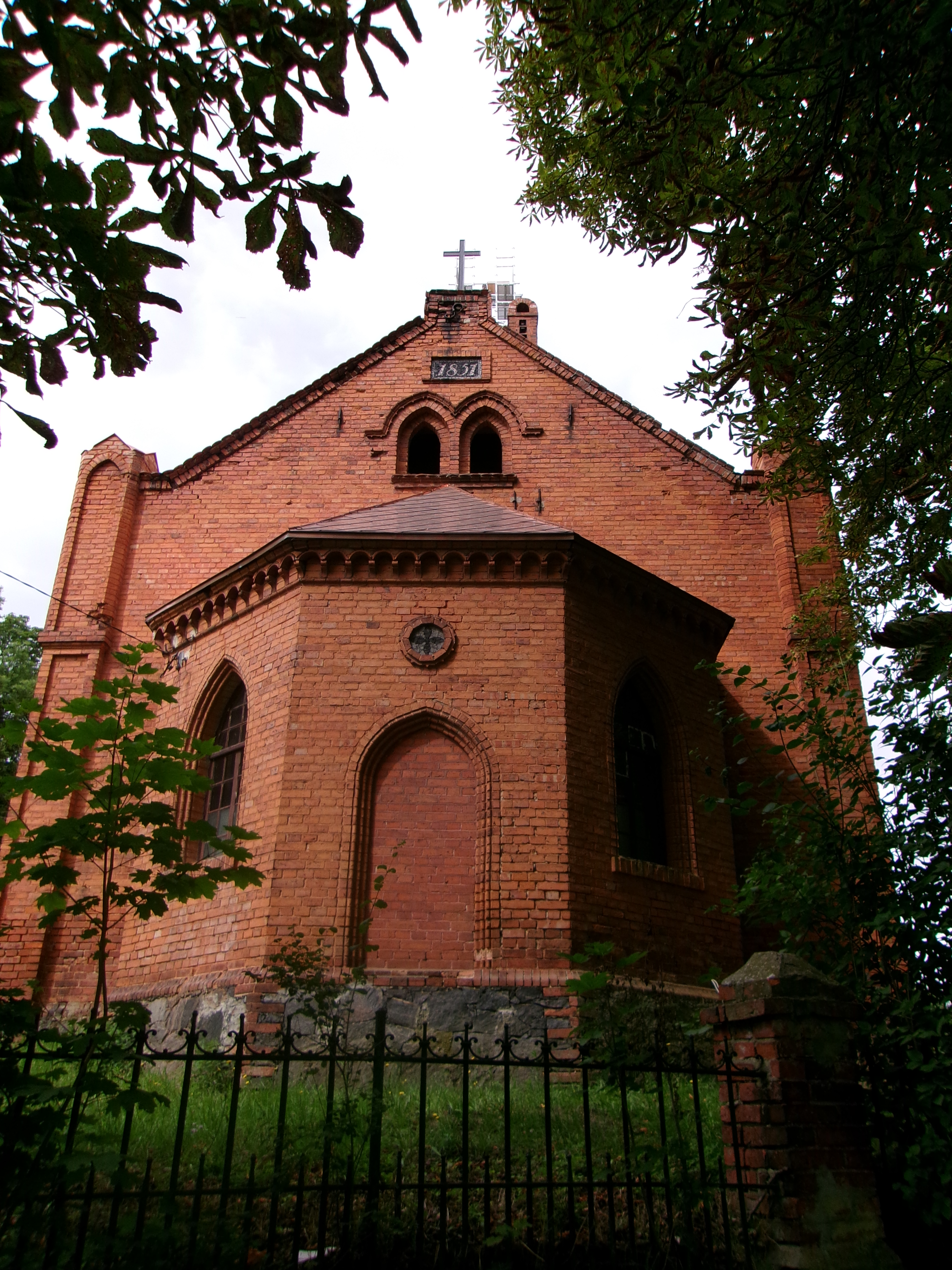
Widok od strony prezbiterium
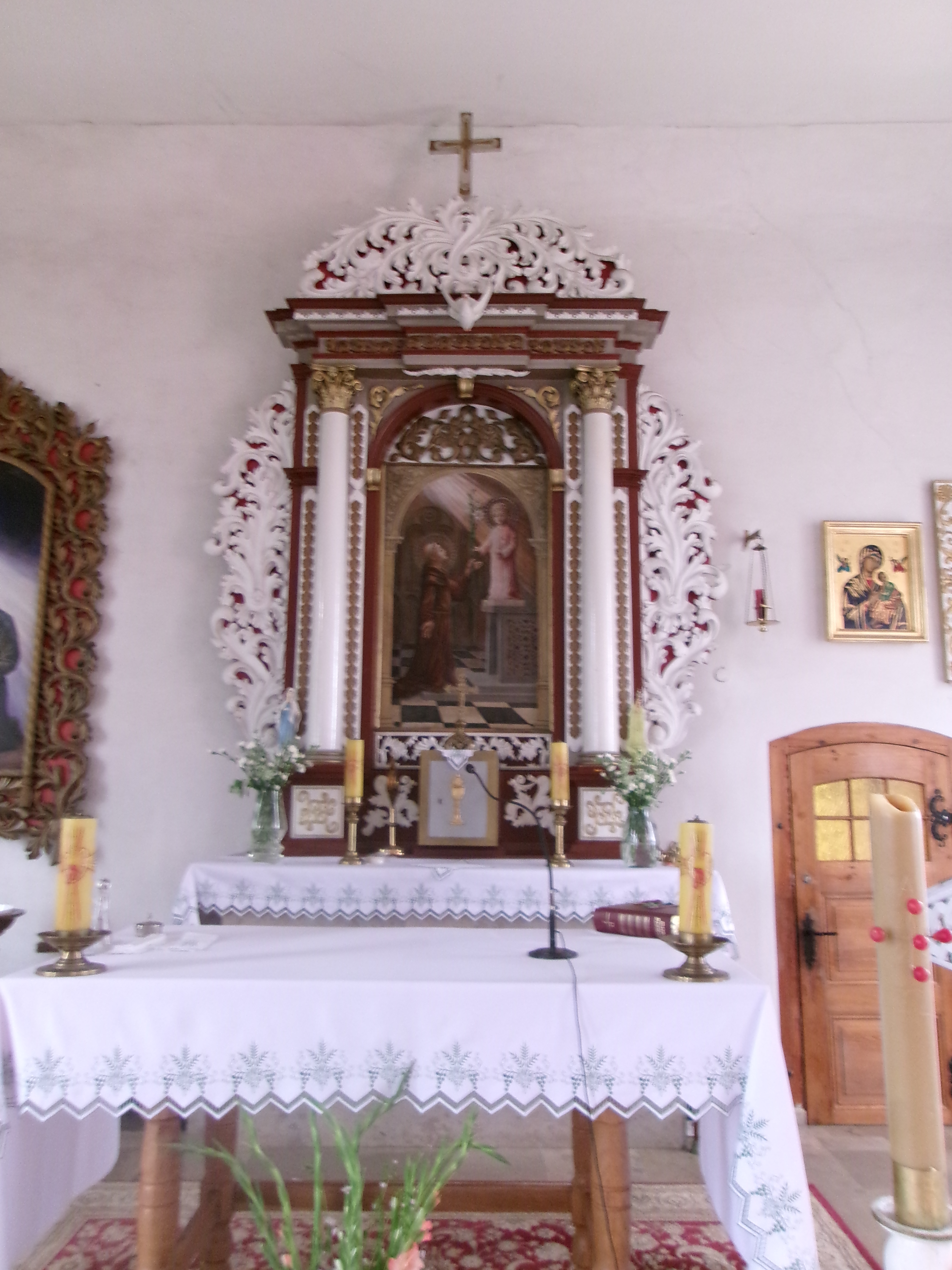
Ołtarz
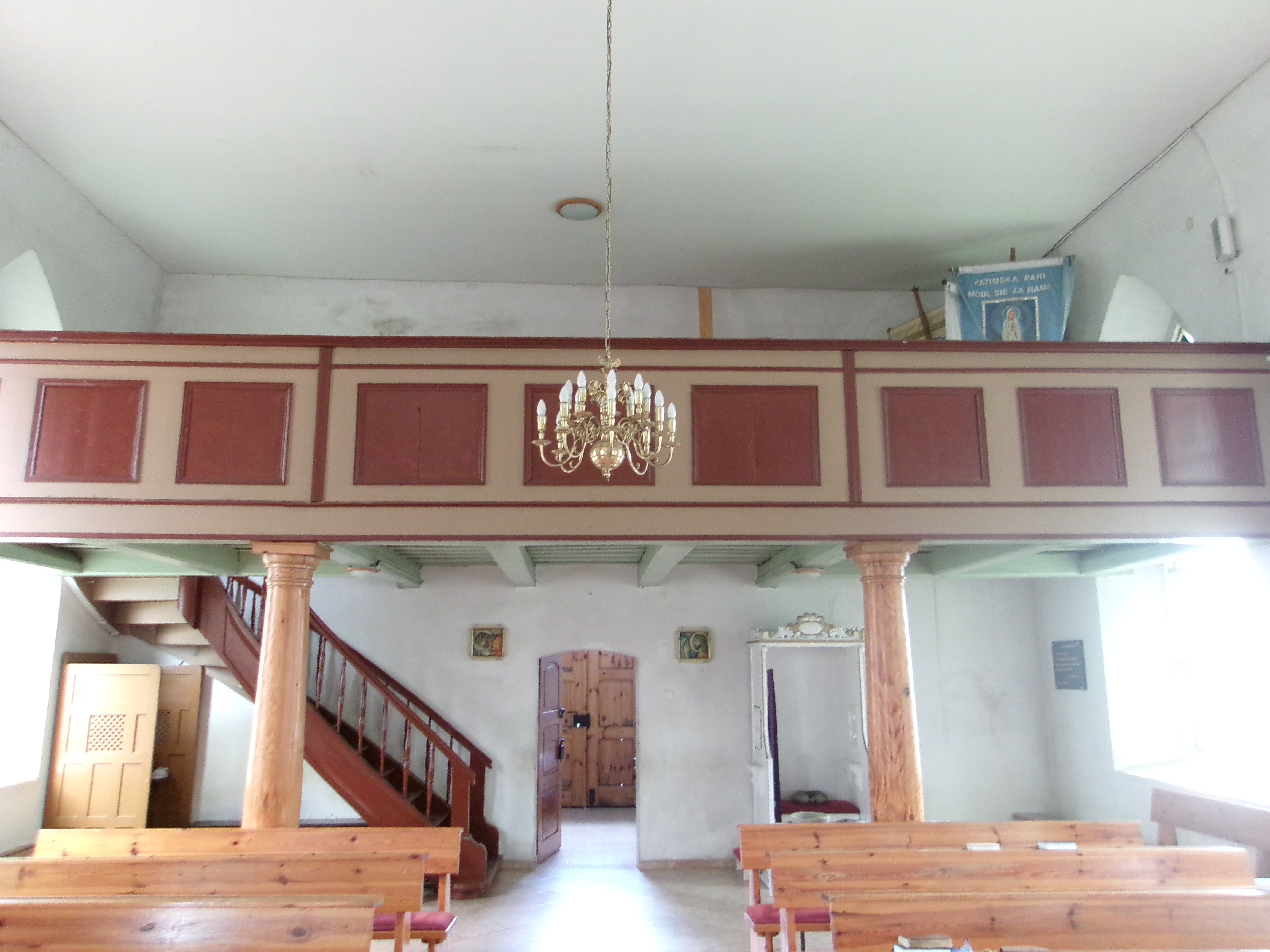
Empora